# Mus minutoides
Mus minutoides é uma espécie de roedor da família Muridae.
Pode ser encontrada na Angola, Zimbábue, África do Sul, Essuatíni, Moçambique, Maláui e Zâmbia.